# Garbarnia
Garbarnia – zakład przemysłowy, w którym odbywa się proces wyprawiania skór.